# Aeropelican Air Services
Aeropelican Air Services Pty Ltd war eine australische Zubringerfluggesellschaft mit Sitz in Newcastle, New South Wales. Sie flog bis zu sieben Direktverbindungen pro Tag zwischen Newcastle, Inverell und Sydney, sowie sechsmal pro Tag an den Wochenenden. Die Heimatbasis befand sich am Newcastle Airport (Williamtown).

## Geschichte

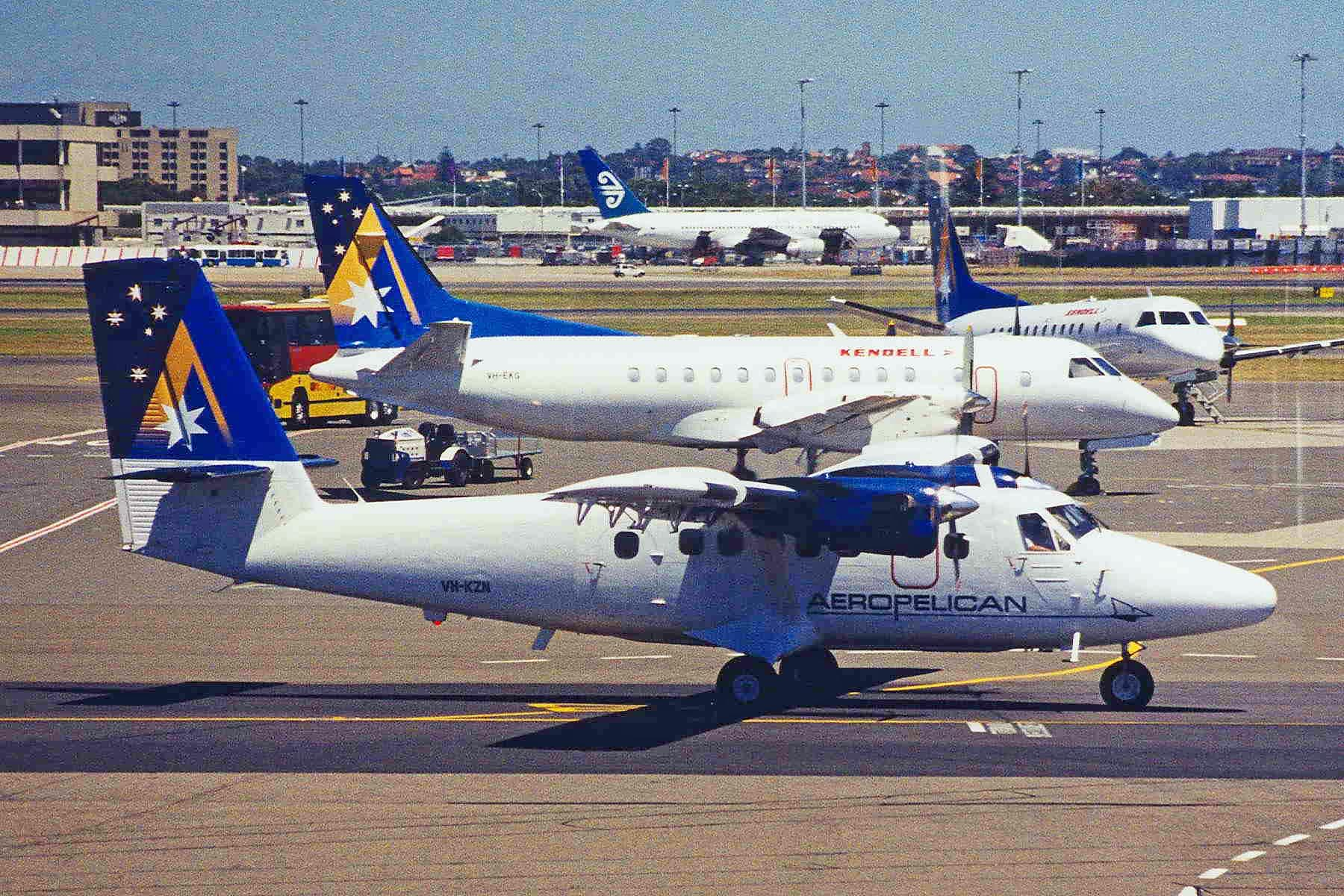
Havilland DHC-6 Twin Otter der Aeropelican, 2003

Die Gründung von Aeropelican erfolgte am 23. Oktober 1968, der Flugbetrieb startete am 1. Juli 1971. Die Gesellschaft war ursprünglich im Besitz der in Newcastle ansässigen Hilder Familie. 1980 wurde Aeropelican an die Masling Airlines, die mit der nicht mehr existierenden Ansett Australia zusammenarbeitete, verkauft. Sie flog danach für Ansett und wurde von ihr komplett übernommen.
Aeropelicans Hauptlinie war ursprünglich die Verbindung zwischen Sydney und dem Belmont Airport im Süden von Newcastle. Der Flughafen war im Besitz von Aeropelican. Die Verbindungen wurden mit der Havilland DHC-6 Twin Otter durchgeführt.
Nach dem Zusammenbruch von Ansett Australia im September 2001 wurde Aeropelican unter staatliche Verwaltung gestellt. Im April 2002 wurde sie von International Air Parts übernommen. Am 20. Juni 2003 wurde zwischen Aeropelican und Regional Express ein Wirtschaftsabkommen unterzeichnet. Die Heimatbasis wurde am 1. März 2004 zu Newcastles zweiten Flughafen Williamtown im Norden der Stadt verlegt. Die zwei Twin Otter wurden durch eine Embraer EMB 110 ersetzt und 2006 wurden drei Fairchild Metro 23 eingeflottet, um das Streckennetz zu erweitern. Im Dezember 2006 erhielt Aeropelican die Streckenlizenz Sydney-Inverell, nachdem Big Sky Express den Betrieb einstellte. Die Metro 23 wurden durch BAe Jetstream 32 ersetzt. Ab dem 12. Februar 2008 wurde die neue Verbindung Newcastle-Tamworth aufgenommen.
2011 kündigte der damalige CCO Fabrice Binet an, dass man plane mit Brindabella Airlines zu fusionieren.  Am 24. Juni 2013 wurde der Betrieb unter eigenem Namen eingestellt und die Flotte umlackiert. Nachdem Brindabella Airlines die Betriebserlaubnis entzogen wurde, musste man am 23. Dezember 2013 Konkurs anmelden.

## Flotte

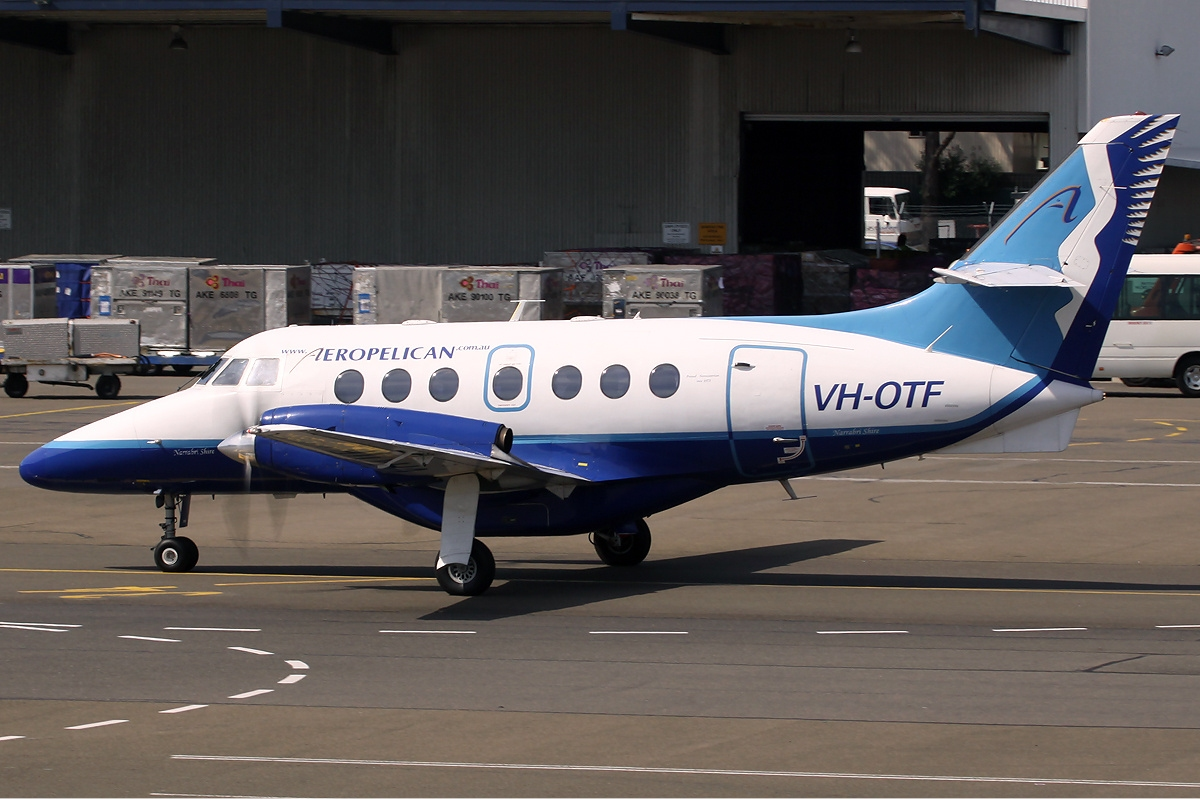
BAe Jetstream der Aeropelican, 2003

Mit Stand Dezember 2012 bestand die Flotte der Aeropelican Air Services aus vier Flugzeugen:
- 4 British Aerospace Jetstream 32